# Sylvia Fowles

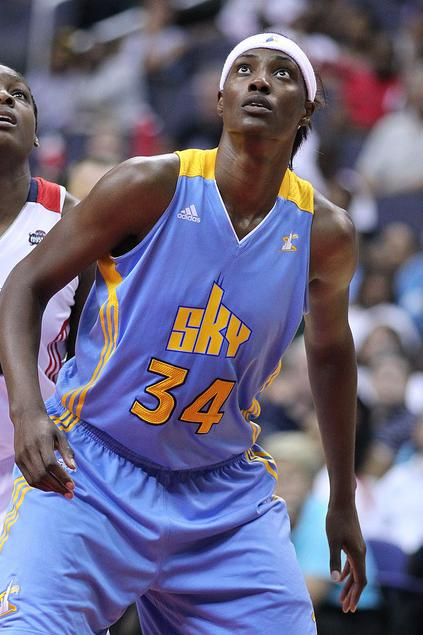
Sylvia Fowles w barwach Chicago Sky

Sylvia Shaqueria Fowles (ur. 6 października 1985 w Miami) – amerykańska koszykarka, reprezentantka kraju, grająca na pozycji środkowej. W 2008 zaczęła karierę zawodową w WNBA, w drużynie Chicago Sky. Dwukrotna mistrzyni olimpijska 2008 oraz 2012. Od 2010 występuje również w Turcji, w drużynie Galatasaray SK.
W 2009, 2011 i 2013 trafiła do WNBA All-Star.

## Osiągnięcia
Stan na 29 stycznia 2022, na podstawie, o ile nie zaznaczono inaczej.

### NCAA
- Uczestniczka NCAA Final Four (2005–2008)
- Mistrzyni sezonu regularnego konferencji Southeastern (SEC – 2005, 2006, 2008)
- Zawodniczka roku:
  - konferencji SEC (2008)
  - Luizjany (2007, 2008)
- Najlepsza rezerwowa konferencji SEC (2005)
- Defensywna zawodniczka roku:
  - NCAA (2008 według WBCA)[4]
  - konferencji SEC (2008)
- Most Outstanding Player (MOP=MVP) turnieju regionalnego (2006, 2007, 2008)
- Najlepsza pierwszoroczna zawodniczka Luizjany (2005)
- Zaliczona do:
  - I składu:
    - All-American (2007 przez ESPN.com, Wooden Award, USBWA, Kodak)
    - SEC (2006–2008)
    - turnieju SEC (2006–2008)
    - debiutantek SEC (2005)
    - All-Louisiana (2005, 2006)

  - II składu:
    - SEC (2005)
    - All-American (2007 przez AP)

  - III składu All-American (2006 przez AP)
  - składu Honorable Mention All-America (2005 przez AP)
  - Galerii Sław Sportu uczelni Louisiana State (LSU – 2015)

### WNBA
- Mistrzyni WNBA (2015, 2017)[5]
- Wicemistrzyni WNBA (2014)
- MVP:
  - sezonu WNBA (2017)
  - meczu gwiazd WNBA (2010)
  - finałów WNBA (2015, 2017)[6]
- Defensywna Zawodniczka Roku WNBA (2011, 2013, 2016, 2021)[7]
- Laureatka WNBA Peak Performers Award (2013, 2018 w kategorii zbiórek)
- Uczestniczka meczu gwiazd:
  - WNBA (2009, 2011, 2013, 2017, 2018, 2019[8], 2021)
  - kadra USA vs gwiazdy WNBA (2021)[9]
- Zaliczona do:
  - I składu:
    - WNBA (2010, 2013, 2017)[10]
    - defensywnego WNBA (2010–2013, 2016, 2017, 2021)[11]
    - debiutantek WNBA (2008)[12]

  - II składu:
    - defensywnego WNBA (2008, 2014, 2018)
    - WNBA (2011, 2012, 2016, 2018, 2021)[10]

  - składu WNBA 25th Anniversary Team (2021)[13]
- Liderka WNBA w:
  - zbiórkach (2013, 2018)[14]
  - blokach (2010, 2011)
  - skuteczności rzutów z gry (2009, 2011–2013, 2017, 2018, 2019, 2021)[15]
- Rekordzistka WNBA w:
  - średniej zbiórek (11,88 – 2018)[16]
  - liczbie zbiórek:
    - 404 – 2018[17]
    - w obronie (282 – 2018)[18]

### Inne drużynowe
- Mistrzyni:
  - Euroligi (2009, 2010)
  - Chin (WCBA – 2016, 2017)
- Wicemistrzyni:
  - Rosji (2009, 2010)
  - Turcji (2011, 2012)
- Zdobywczyni:
  - Superpucharu Europy (2009, 2010)
  - Pucharu Turcji (2011, 2012)

### Inne indywidualne
- MVP:
  - finałów WBCA (2017)
  - meczu gwiazd Euroligi (2011)[19]
- Uczestniczka meczu gwiazd:
  - Euroligi (2010, 2011)[20]
  - WBCA (2014)
- Zaliczona do:
  - I składu zawodniczek zagranicznych WBCA (2014)
  - II składu WBCA (2014)
- Liderka w zbiórkach chińskiej ligi WBCA (2014, 2015)

### Reprezentacja
- Mistrzyni:
  - świata (2010)
  - olimpijska (2008, 2012, 2016, 2020[21])
  - Ameryki (2019)[22]
  - uniwersjady (2005)
  - turnieju:
    - FIBA Diamond Ball (2008)
    - Opals World Challenge (2006)
    - UMMC Jekaterynburg International Invitational (2009)
- Wicemistrzyni turnieju Good Luck Beijing (2008)
- MVP:
  - mistrzostw Ameryki (2019)[23]
  - spotkania WNBA vs. USA Basketball: Stars at the Sun (2010)
- Zaliczona do I składu mistrzostw Ameryki (2019)
- Liderka igrzysk olimpijskich w skuteczności rzutów z gry (2008 – 64,3%)[24]